# 石川周平
石川 周平（いしかわ しゅうへい、1995年5月29日 - ）は、日本の陸上競技選手。専門は110メートルハードル。2022年世界陸上競技選手権大会(ユージーン)の同種目日本代表。所属は富士通陸上競技部。
110メートルハードルの自己ベストは13秒36(2023年)で、2024年1月時点で日本歴代8位である。

## 来歴
岩手県出身。中学校時代の2010年に全日本中学校陸上競技選手権大会（全中）の走高跳に出場して1メートル97センチで3位に入賞した。
岩手県立花巻北高等学校で110メートルハードルの選手となり、3年生の2013年の全国高等学校総合体育大会陸上競技大会（インターハイ）には14秒28で3位に入賞する。2022年時点で同じ富士通に所属している競歩の高橋英輝は高校の先輩に当たる（同時に在学はしていない）。
筑波大学に進学。大学時代は日本学生陸上競技対校選手権大会（インカレ）で2017年に2位に入賞している。しかし日本陸上競技選手権大会では2018年に6位となったのが学生時代の最高成績だった。
2019年に富士通に入社する。同年の日本陸上競技選手権大会で3位入賞を果たす。2022年の日本陸上競技選手権大会に13秒48の記録で3位に入賞する。2022年世界陸上競技選手権大会には、エントリーが締め切られた同年6月26日時点でランキングでの出場資格外となっていたが、内定していた選手に辞退が発生したことで資格対象となり、代表に選ばれた。世界陸上の本番では準決勝で8着となり、決勝には進めなかった。
2024年、女子100メートルハードルの田中佑美と結婚した。

## 主な記録
出典は日本陸上競技連盟の各種ウェブサイト。
| 年   | 大会名                        | 場所       | 記録         | 備考                    |
| ---- | ----------------------------- | ---------- | ------------ | ----------------------- |
| 2022 | 第106回日本陸上競技選手権大会 | 大阪       | 13秒48(-1.2) | 3位                     |
| 2022 | 2022年世界陸上競技選手権大会  | ユージーン | 13秒69(-0.6) | 準決勝                  |
| 2023 | セイコーゴールデングランプリ  | 横浜       | 13秒36(+0.8) | 自己ベスト、日本歴代8位 |
| 2023 | 第107回日本陸上競技選手権大会 | 大阪       | 13秒60(-0.9) | 4位                     |